# Dorfkirche Bockelwitz

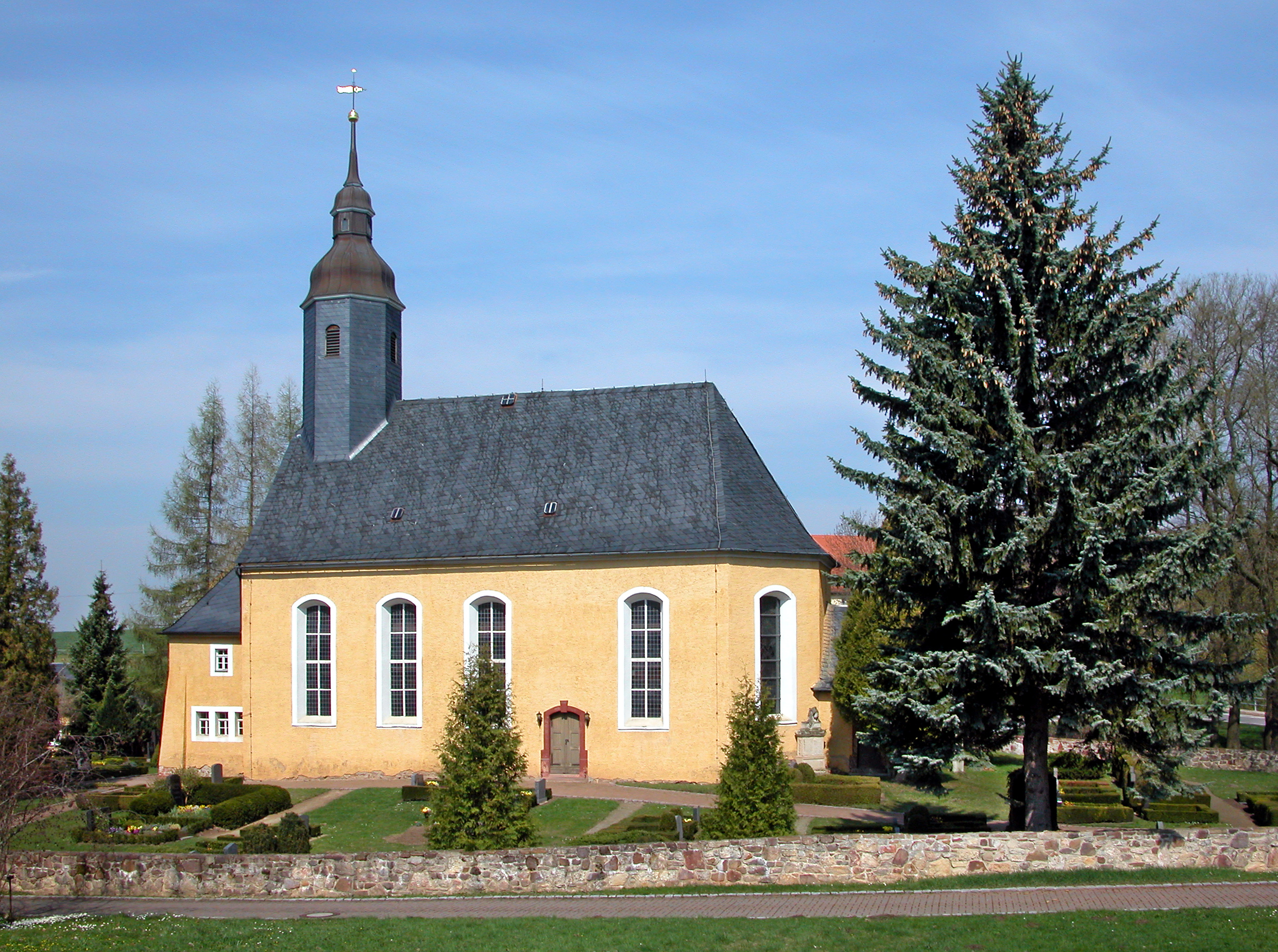
Dorfkirche Bockelwitz

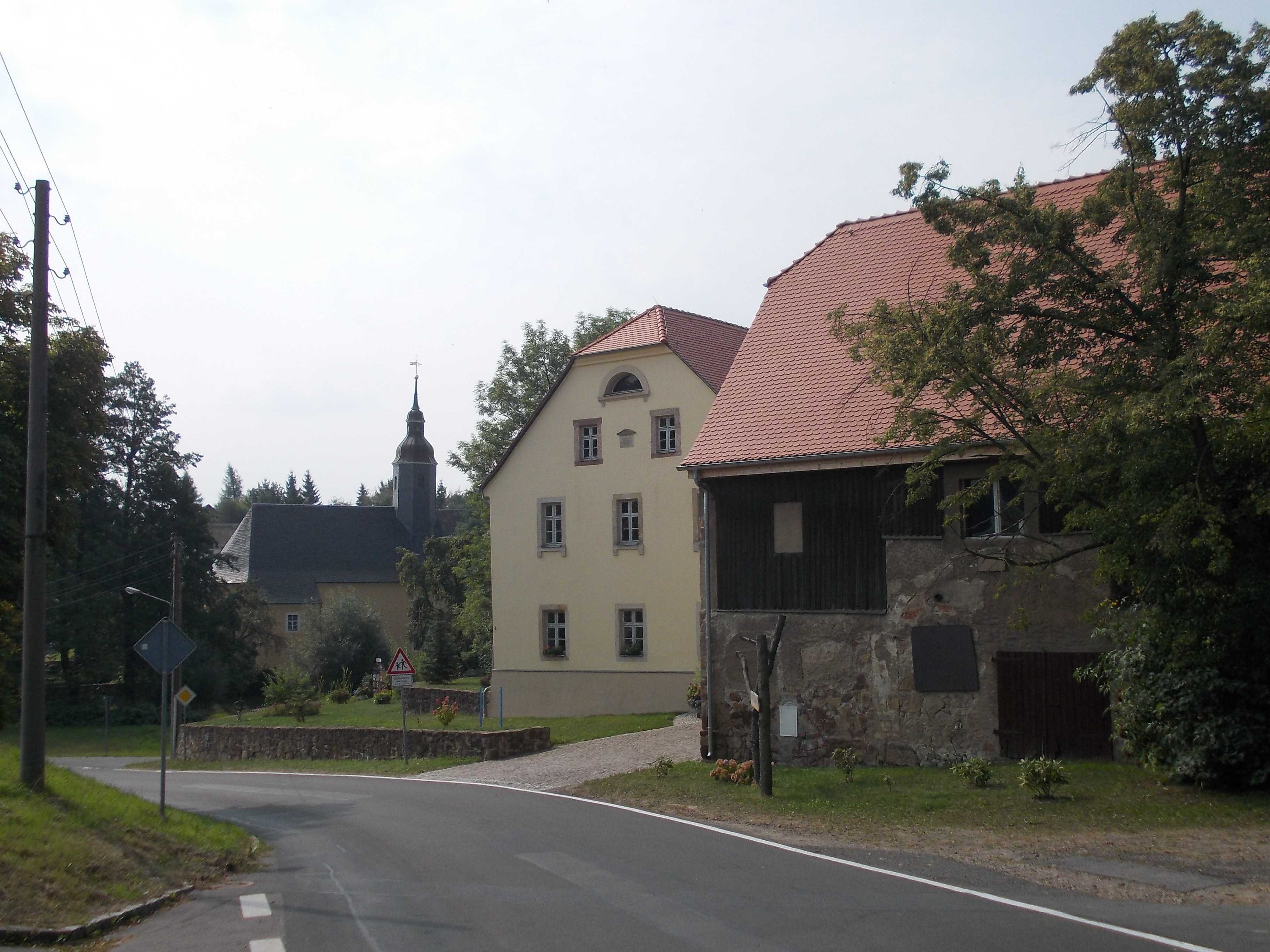
Kirche im Ortsbild von Bockelwitz

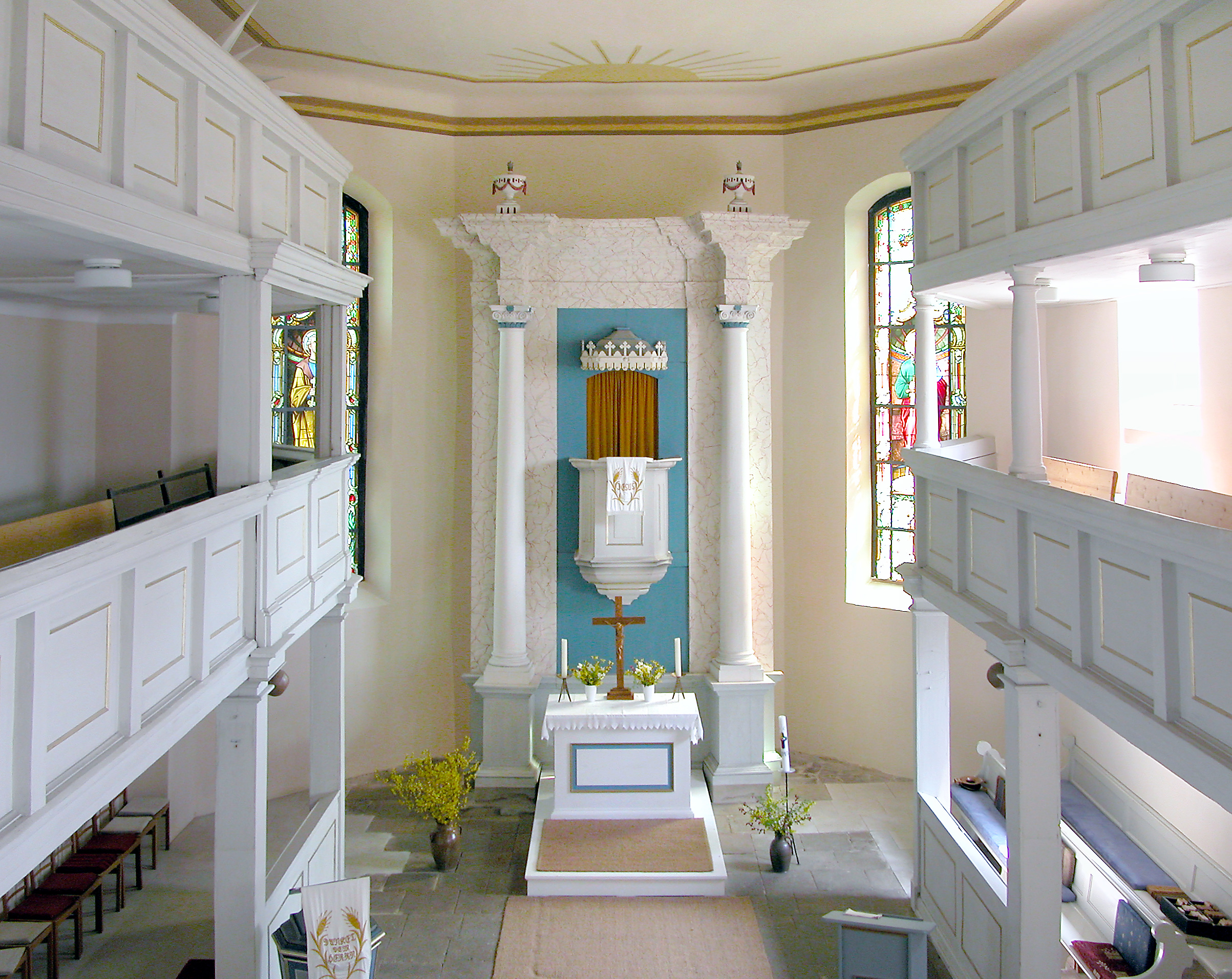
Blick zum Altar

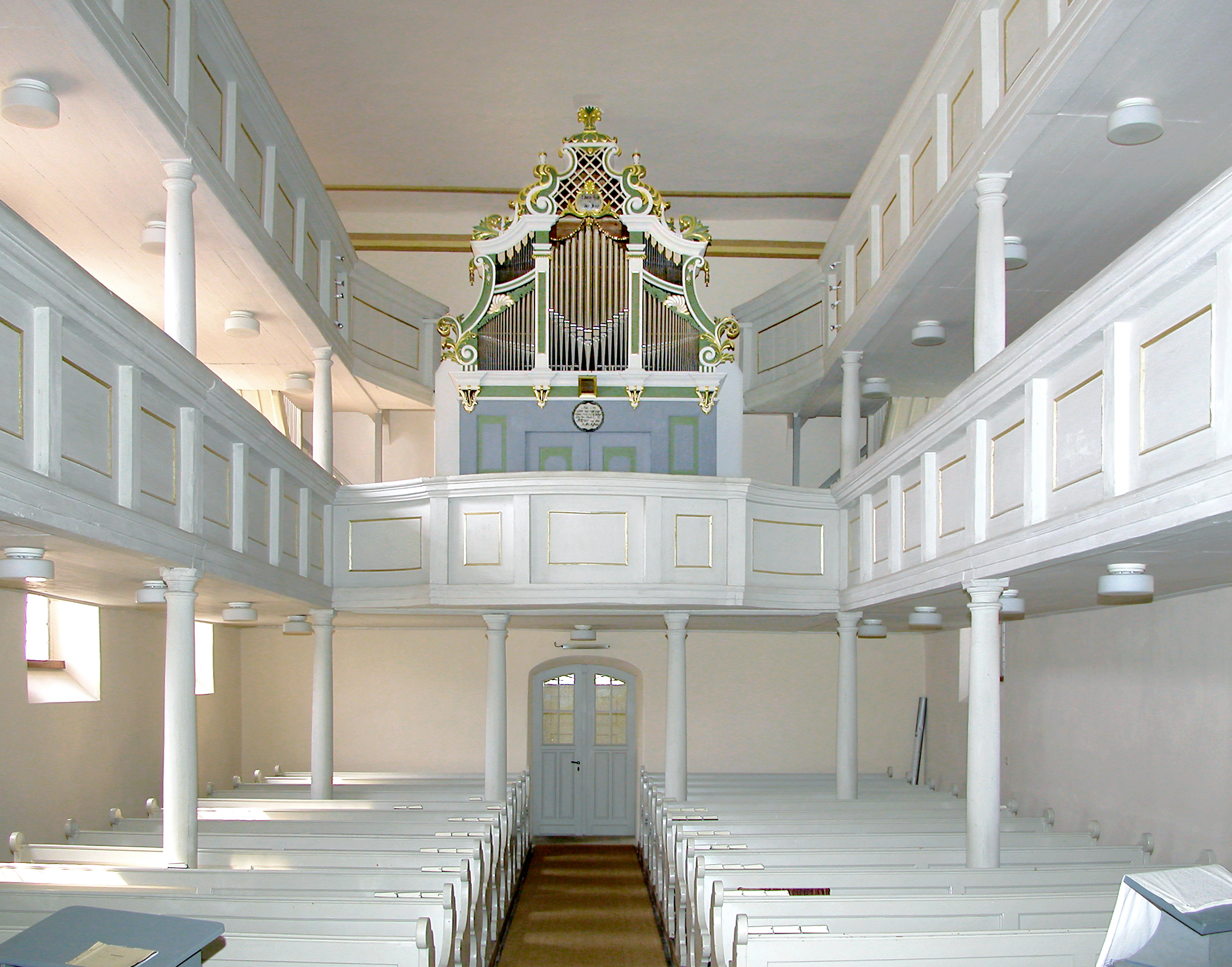
Blick zur Orgel

Die evangelische Dorfkirche Bockelwitz ist eine klassizistische Saalkirche im Ortsteil Bockelwitz von Leisnig im Landkreis Mittelsachsen. Sie gehört zur Kirchengemeinde Zschoppach-Dürrweitzschen-Leipnitz im Kirchenbezirk Leisnig-Oschatz der Evangelisch-Lutherischen Landeskirche Sachsens.

## Geschichte und Architektur
Die Kirche in der Dorfmitte von Bockelwitz wurde im Jahr 1797 von August Bormann und Gottfried Wartig aus Wermsdorf unter Verwendung von Teilen eines Vorgängerbauwerks von 1597 erbaut. Sie steht auf einem alten Kirchhof, der von einer Bruchsteinmauer eingefriedet ist und prägt gemeinsam mit dem Pfarrhaus und der Dorfschule das Ortsbild von Bockelwitz.
Restaurierungen erfolgten in den Jahren 1977 (innen) und 1985 (außen). Weitere Restaurierungen wurden in den Jahren 2005 und 2008 durchgeführt.
Das Bauwerk ist ein verputzter Bruchsteinbau mit Dreiachtelschluss im Osten und einem verschieferten Dachturm mit geschweifter Haube und Laterne. Die Sakristei ist an der Ostseite angebaut. Der flachgedeckte, indirekt beleuchtete Saal ist mit zweigeschossigen Emporen an der Nord- und Südseite und mit einer Orgelempore an der Westseite versehen. Eine Patronatsloge befindet sich an der Nordseite.

## Ausstattung
Zur Kirchenausstattung gehört ein Kanzelaltar in den strengen Formen des Klassizismus mit zwei Vasen als Bekrönung. Im Chor sind zwei Glasgemälde mit Darstellungen von Petrus und Paulus aus dem Jahr 1895 von Joseph Weißenrieder eingesetzt. Ein schlichter achteckiger Taufstein ist mit einem Aufsatz als Lesepult versehen.

## Orgel
Die Orgel mit einem Prospekt in Rokokoformen ist ein Werk von Gottlieb Entzemann aus den Jahren 1797/1798 mit 11 Registern auf einem Manual und Pedal. Um 1900 wurde die Mixtur entfernt und eine Aeoline 8′ eingebaut. Im Jahr 1917 mussten die Prospektpfeifen für Kriegszwecke abgegeben werden, sie wurden zu einem unbekannten Zeitpunkt durch Zinkpfeifen ersetzt. Im Jahr 1963 führte Reinhard Schmeisser Reparatur- und Wartungsarbeiten aus, wobei die Aeoline entfernt und die Mixtur neu gebaut wurde. Im Jahr 2006 wurde die Orgel erneut restauriert. Die Disposition lautet:
| Manual CD–c3   |        |               |
| Pordun         | 8′/16′ | (repetierend) |
| Flut: major    | 8′     |               |
| Viol’ di Gamba | 8′     |               |
| Principal      | 4′     |               |
| Flut: minor    | 4′     |               |
| Quinta         | 3′     |               |
| Octava         | 2′     |               |
| Cornet III D   |        |               |
| Mixtur III     | 1′     |               |

| Pedal CD–c1 |     |  |
| Subbaß      | 16′ |  |
| Violonbaß   | 8′  |  |

- Pedalkoppel